# Bear hug

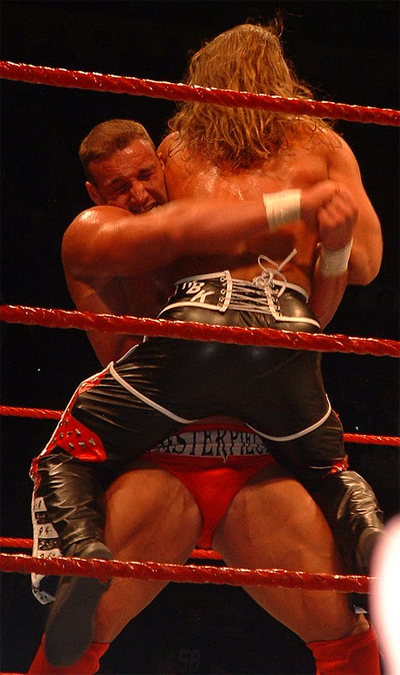
Bear hug w wrestlingu – Chris Masters w walce z Shawnem Michaelsem.

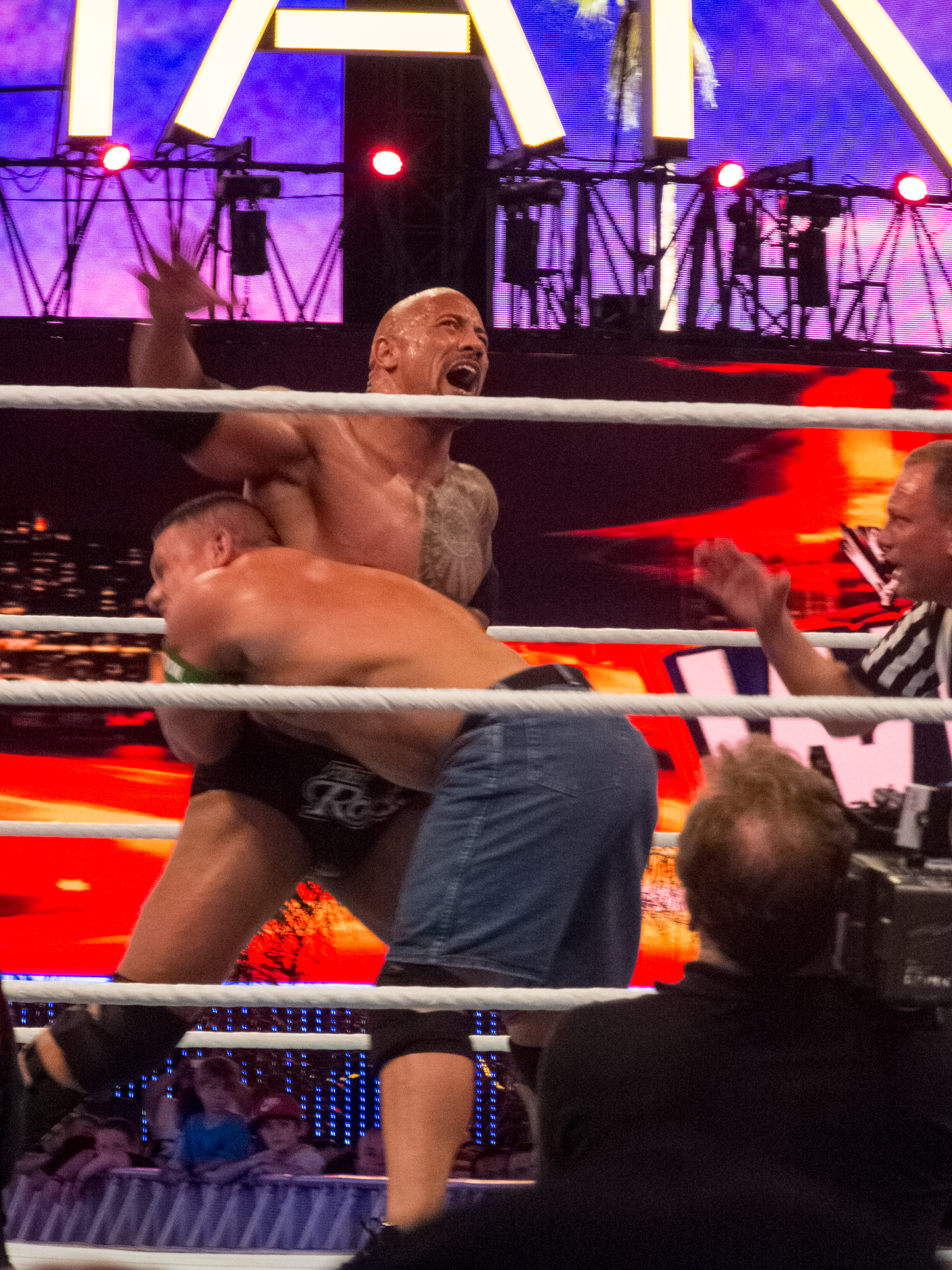
John Cena klinczujący The Rocka manewrem Bear hug.

Bear hug (pol. niedźwiedzi uścisk; znany również pod nazwą bodylock) – chwyt submissionowy w wrestlingu, polegający na zaklinczowaniu własnymi rękoma przeciwnika wokół jego tułowia lub klatki piersiowej (rzadziej ud) i mocnym przyciśnięciu w celu przyduszenia rywala bądź zadania mu bólu, co w efekcie ma spowodować jego poddanie się. Działanie to jest jednym z najboleśniejszych chwytów w sportach walki takich jak: grappling czy wrestling, ponieważ ucisk na mostek klatki piersiowej bądź na część lędźwiową pleców powoduje ograniczenie oddechu u oponenta oraz ból w tych okolicach ciała.
Chwytu tego na ogół używali wrestlerzy wyróżniający się dużą masą ciała lub tężyzną fizyczną jak np. Mark Henry, Bruno Sammartino, André the Giant, czy Hillbilly Jim. Nazwa manewru pochodzi od Terrible Teda – udomowionego niedźwiedzia czarnego, który brał udział w walkach wrestlingowych z ludźmi w latach 50., 60. a także na początku lat 70. XX wieku. Natomiast pierwszym zawodnikiem, który użył tego manewru był estoński zapaśnik i wrestler – Georg Hackenschmidt.